# Ястшембский Венгель
«Ястшембский Венгель» — польский волейбольный клуб из города Ястшембе-Здруй.

## История
Основанный в 1949 году клуб долгое время выступал в низших дивизионах. В 1989 году команда под руководством Вальдемара Кучевского добилась права играть в серии А первой лиги. В сезоне-1989/90, дебютном в элитном дивизионе, «ястребы» заняли 4-е место, в следующем завоевали бронзовые медали, однако в 1993 году завершили чемпионат на последнем 8-м месте и перешли в серию B.
С 1997 года команда неизменно выступает в высшем дивизионе, который с 2008 года называется Плюс-лигой. В сезоне-2003/04 «ястребы» под руководством словацкого тренера Игора Преложного впервые выиграли национальный чемпионат, а нападающий команды Пётр Габрых был признан лучшим игроком польской лиги и вошёл в состав национальной сборной для участия на Олимпийских играх в Афинах. После Олимпиады он продолжил карьеру в одинцовской «Искре» и его уход заметно ослабил «Ястшембский Венгель», оставшийся в сезоне-2004/05 за чертой призёров.
Новые успехи коллектива — серебряные медали чемпионатов Польши в 2006 и 2007 годах — стали следствием приглашения в Ястшембе-Здруй известных в стране волейболистов Лукаша Кадзевича и Гжегожа Шиманьского, а также именитых легионеров: в сезоне-2005/06 цвета команды защищал болгарский нападающий Пламен Константинов, а в следующем году его соотечественник связующий Николай Иванов.

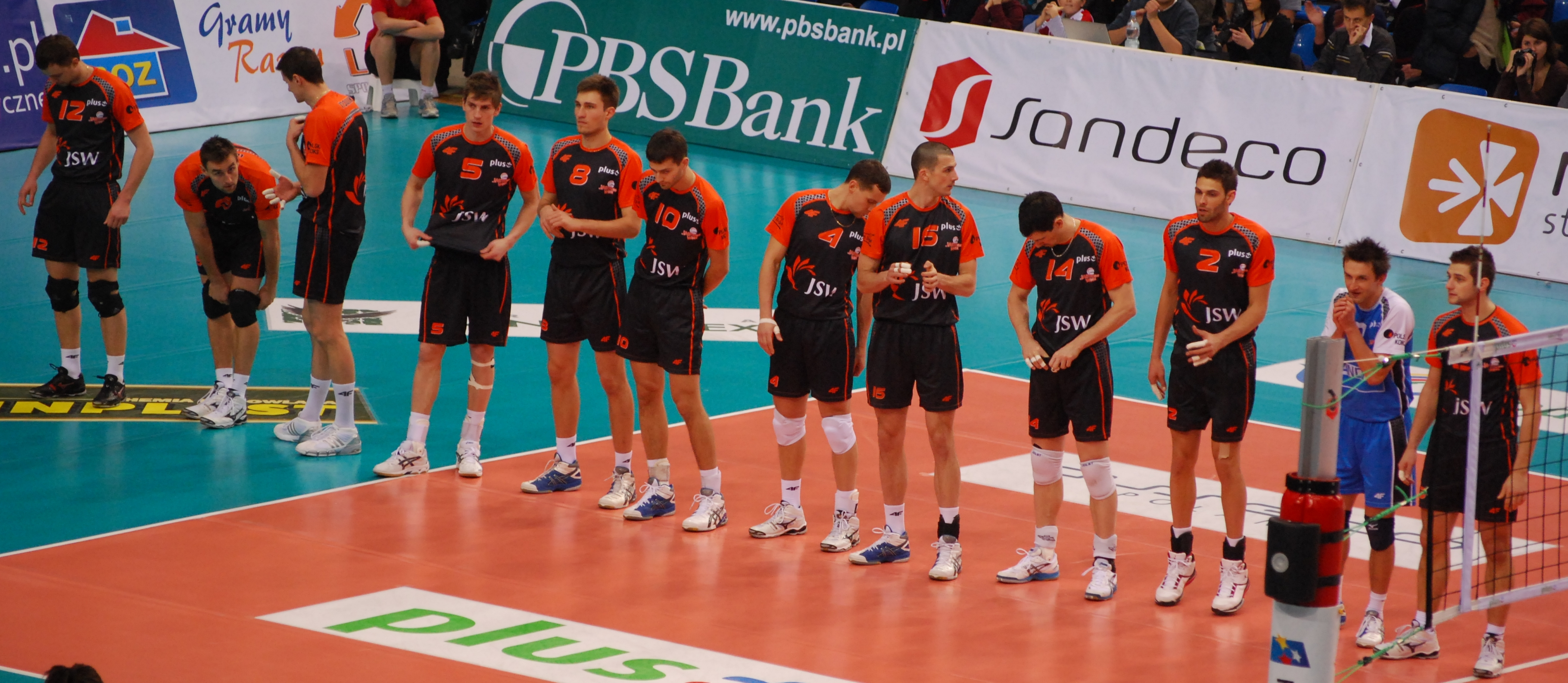
Сезон-2010/11. Гжегож Паёнк, Гжегож Ломач, Адам Новик, Игорь Юдин, Лукаш Поляньский, Бартош Гаврышевский, Мацей Павлиньский, Митя Гаспарини, Бенжамин Харди, Лукаш Дивиш, Павел Русек, Марцин Вика.

С 2007 года с польским клубом работают итальянские тренеры. В сезоне-2008/09 под руководством Роберто Сантилли «Ястшембский Венгель» впервые пробился в «Финал четырёх» еврокубка, сенсационно обыграв в четвертьфинале Кубка вызова «Сислей» из Тревизо. В полуфинале поляки одержали победу над румынским «Томисом», а в решающем матче в упорной борьбе уступили хозяину «Финала четырёх» — турецкому «Аркасу». В январе 2010 года волейболисты из Силезии стали обладателями Кубка Польши, одной из главных звёзд коллектива в том сезоне являлся россиянин Павел Абрамов.
С декабря 2010 года «Ястшембский Венгель» тренировал Лоренцо Бернарди. В 2011 и 2014 годах он выводил команду в «Финалы четырёх» Лиги чемпионов, по итогам второго из них она завоевала бронзовые медали.

## Достижения

### Национальные
- Чемпионат Польши по волейболу среди мужчин
  -  Чемпион Польши (3×) — 2003/04, 2020/21, 2022/23, 2023/24
  -  Вице-чемпион Польши (4×) — 2005/06, 2006/07, 2009/10, 2021/22.
  -  Бронзовый призёр чемпионата Польши (8×) — 1990/91, 2000/01, 2002/03, 2008/09, 2012/13, 2013/14, 2016/17, 2018/19.

- Кубок Польши по волейболу среди мужчин
  -  Обладатель Кубка Польши (1×) — 2009/10.
  -  Финалист Кубка Польши (8×) — 2007/08, 2011/12, 2013/14, 2018/19, 2020/21, 2021/22, 2022/23, 2023/24.

- Суперкубок Польши по волейболу среди мужчин
  -  Обладатель Суперкубка Польши (2×) — 2021, 2022.
  -  Финалист  Суперкубка Польши (2×) — 2023, 2024.

### Международные
- Лига чемпионов ЕКВ
  -  Финалист Лиги чемпионов (2×) — 2022/23, 2023/24.
  -  Бронзовый призёр Лиги чемпионов (1×) — 2013/14.

- Кубок вызова ЕКВ
  -  Финалист Кубка вызова (1×) — 2008/09.

- Чемпионат мира по волейболу среди клубных команд
  -  Финалист чемпионата мира по волейболу среди клубных команд (1×) — 2011.

## Состав в сезоне-2014/15
| №                       | Имя                     | Год рождения            | Рост                    |                         |                         |
| Центральные блокирующие | Центральные блокирующие | Центральные блокирующие | Центральные блокирующие | Центральные блокирующие | Центральные блокирующие |
| ----------------------- | ----------------------- | ----------------------- | ----------------------- | ----------------------- | ----------------------- |
| 5                       | Ален Паенк              | 1986                    | 203                     |                         |                         |
| 8                       | Матеуш Каньчок          | 1993                    | 204                     |                         |                         |
| 9                       | Патрик Чарновский       | 1985                    | 202                     |                         |                         |
| 10                      | Гжегож Косек            | 1986                    | 206                     |                         |                         |
| Связующие               |                         |                         |                         |                         |                         |
| 7                       | Михал Масный            | 1979                    | 182                     |                         |                         |
| 15                      | Димитрис Филипов        | 1990                    | 198                     |                         |                         |
| Диагональные            |                         |                         |                         |                         |                         |
| 1                       | Михал Ласко             | 1981                    | 202                     |                         |                         |
| 6                       | Матеуш Малиновский      | 1992                    | 197                     |                         |                         |

| №                               | Имя                 | Год рождения | Рост        |             |             |
| Доигровщики                     | Доигровщики         | Доигровщики  | Доигровщики | Доигровщики | Доигровщики |
| ------------------------------- | ------------------- | ------------ | ----------- | ----------- | ----------- |
| 2                               | Кшиштоф Герчиньский | 1976         | 193         |             |             |
| 4                               | Денис Калиберда     | 1990         | 193         |             |             |
| 11                              | Збигнев Бартман     | 1987         | 198         |             |             |
| 16                              | Гийом Кеск          | 1989         | 203         |             |             |
| Либеро                          |                     |              |             |             |             |
| 3                               | Якуб Попивчак       | 1996         | 196         |             |             |
| 18                              | Дамьян Войташек     | 1988         | 180         |             |             |
| Главный тренер — Роберто Пьяцца |                     |              |             |             |             |
| Тренер — Лешек Деевский         |                     |              |             |             |             |